# Rússia nos Jogos Olímpicos de Inverno de 2002
A Rússia participou dos Jogos Olímpicos de Inverno de 2002 em Salt Lake City, nos Estados Unidos. O país estreou nos Jogos em 1994 e em Salt Lake City fez sua 3ª apresentação.

## Medalhas
| Atleta | Esporte | Evento                         | Medalha |
| --- | --- | ------------------------------ | ------- |
| Olga Pyleva | Biatlo | 10km perseguição feminino      | Ouro    |
| Mikhail Ivanov | Esqui cross-country | 50km masculino                 | Ouro    |
| Julija Tchepalova | Esqui cross-country | Sprint 1,5km feminino          | Ouro    |
| Alexei Yagudin | Patinação artística | Masculino                      | Ouro    |
| Anton Sikharulidze Yelena Berezhnaya | Patinação artística | Duplas                         | Ouro    |
| Julija Tchepalova | Esqui cross-country | 10km feminino                  | Prata   |
| Irina Lobacheva Ilia Averbukh | Patinação artística | Dança no gelo                  | Prata   |
| Evgeni Plushenko | Patinação artística | Masculino                      | Prata   |
| Irina Slutskaya | Patinação artística | Feminino                       | Prata   |
| Victor Maigourov | Biatlo | 20km masculino                 | Bronze  |
| Albina Akhatova Svetlana Ishmouratova Galina Koukleva Olga Pyleva | Biatlo | Revezamento 4x7,5km feminino   | Bronze  |
| Julija Tchepalova | Esqui cross-country | 15km largada coletiva feminino | Bronze  |
| \| Yegor Podomatsky Danny Markov Alexei Kovalev Vladimir Malakhov Alexei Zhamnov Sergei Gonchar Darius Kasparaitis Pavel Datsyuk Igor Kravchuk Oleg Tverdovsky Pavel Bure Igor Larionov \| Sergei Fedorov Alexei Yashin Nikolai Khabibulin Boris Mironov Sergei Samsonov Valeri Bure Maxim Afinogenov Ilya Bryzgalov Ilya Kovalchuk Andrei Nikolishin Oleg Kvasha \| | Hóquei no gelo | Masculino                      | Bronze  |
| Yegor Podomatsky Danny Markov Alexei Kovalev Vladimir Malakhov Alexei Zhamnov Sergei Gonchar Darius Kasparaitis Pavel Datsyuk Igor Kravchuk Oleg Tverdovsky Pavel Bure Igor Larionov | Sergei Fedorov Alexei Yashin Nikolai Khabibulin Boris Mironov Sergei Samsonov Valeri Bure Maxim Afinogenov Ilya Bryzgalov Ilya Kovalchuk Andrei Nikolishin Oleg Kvasha |                                |         |